# Leucaena collinsii
Leucaena collinsii es una especie que pertenece a la familia Fabaceae, algunos de sus nombres comunes son: Guaje (Tuxtla Gutiérrez, Chiapas), Chalíp (Huehuetenango, Guatemala).

## Clasificación y descripción
Es un árbol de 20 m de altura y un diámetro de 20 a 40 cm; tiene una copa extendida, redondeada a veces irregular, ramillas glabras. La corteza es color marrón grisácea con fisuras verticales pardo anaranjadas. La madera es dura y muy densa, con una elevada proporción de duramen en comparación con otras Leucaenas. Muy durable. Presenta hojas pinnati-compuestas, alternas, axilares, paripinadas de 14 a 20 (-23) cm de largo, con 12 a 16 pares de pinnas. Las hojuelas son lanceoladas de 6 a 9 mm de largo y cada pina contiene de 35 a 45 pares de hojuelas, glabras con márgenes ciliados, verde pálido; pecíolos y raquis pubescentes en la parte superior; pecíolos de 1.6 a 3 cm de largo, presenta una glándula convexa elíptica de 3 mm de largo en la parte superior. Las flores se presentan en cabezuelas de 9 a 24 mm, con 55 a 170 flores blancas o crema pálido; bisexuales, 5-costados, sésiles; cáliz tubular y dentado; corola con pétalos separándose. Con 10 estambres separados, anteras con una glándula apical, usualmente pilosas; ovario estipitado, con numerosos óvulos. Los frutos son vainas planas, membranosa, linear, de 11 a 18 cm de longitud, aparecen de 1 a 2 por cabezuela, y a veces terminan en un pequeño pico o punta; numerosas semillas transversales u oblicuas.

## Distribución y ambiente
Sur de México y en el interior de las zonas con estación seca de Guatemala. Especie tolerante a la sequía, crece en zonas áridas de 500 a 700 mm anuales y estación seca de hasta 7 meses. A una altitud de 600 a 1200 metros.

## Usos
La madera para postes para construcción de viviendas y cercas. Las semillas se comen cuando verdes. Las hojas para forraje de ganado por su alta digestibilidad y muy bajos niveles de taninos.